# Autoroute A56 (France)
Pour les articles homonymes, voir A56.
L’autoroute A56 est une autoroute française qui reliera à terme Salon-de-Provence à Fos-sur-Mer par la mise aux normes autoroutières de la RN 569.

## Projet
Ce projet consiste à mettre aux normes autoroutières un tronçon de la RN 569. Il inclura le contournement de Miramas dont la concertation publique s’est établie du 31 mai au 26 juin 2010.
En mai 2019, la Commission nationale du débat public décide d'organiser un débat public sur la liaison routière Fos - Salon.